# チャールズ・ブコウスキー
ヘンリー・チャールズ・ブコウスキー（英語: Henry Charles Bukowski, 1920年8月16日 - 1994年3月9日）はアメリカの作家、詩人。

## 略歴
1920年、ドイツ人の母、カタリーナ・フェットとポーランド系アメリカ人の軍人の父、ヘンリー・チャールズ・ブコウスキー・シニアのあいだに、ドイツのアンダーナッハで生まれる。第一次世界大戦後のドイツの経済崩壊により1923年に一家はアメリカ合衆国のメリーランド州ボルチモアに移住、その後カリフォルニア州ロサンゼルスへ転居。幼年時代、ブコウスキーはしばしば失業状態にあった父親から虐待を受けていた。
1933年、中学校を休学し、痤瘡の治療を受ける。
1939年、ロサンゼルス・ハイスクールを卒業し、シアーズ・ローバックに就職。すぐに退職し、ロサンゼルス・シティー・カレッジに入学、芸術、ジャーナリズム、文学のコースを履修した。
1941年、大学中退。ロサンゼルスを離れる。雑仕事をしながら放浪する。
1944年、ニューヨークに移り住む。本格的な創作活動を始め、『ストーリー』誌に短篇Aftermanth of a Lengthy Rejection Slip が掲載される。文芸エージェントの申し出もあったが断る。
1946年、作家になる夢をあきらめる。ジェーン・C・ベイカーと出会い、十年近く同棲することになる。
1952年、1955年まで配達員として郵便局に勤める。
1955年、長年にわたる大量の飲酒がたたり、出血性の潰瘍で入院する。 退院したころからまた詩を書きはじめる。1957年10月、『ハーレクイン』誌の編集者バーバラ・フライと結婚するも、1958年3月に離婚した。この年、両親が相次いで死去。創作活動を再開。
1958年、事務員としてロサンゼルスの郵便局に勤める。
1959年、ジェーン・C・ベイカー死去。葬儀代をもつ。
1960年、最初の詩集Flower, Fist, and Bestial Wail 刊行。1964年、内縁の妻、フランシス・スミスとのあいだに、娘のマリナが生まれる。
1966年、ロサンゼルスの地下新聞『オープン・シティ』紙のコラム Notes of Dirty Old Man を担当。
1969年、 『オープン・シティ』紙のコラムが『ブコウスキー・ノート』としてポルノ専門の出版社から刊行され、最初の商業的成功を得る。
1970年、ブラック・スパロー・プレスのジョン・マーティンから「生涯毎月100ドル」という俸給を約束され、1月2日、郵便局を退職。その後の主要な作品のほとんどが、ブラック・スパロー社から出版されることになる。
1971年、ジョン・マーティンから長篇小説の要望を受け、二週間で『ポスト・オフィス』を書き上げる。
1972年、詩集『モノマネ鳥よ、おれの幸運を願え』刊行。シティライツ社から Erections, Ejaculations, Exhibitions, and General Tales of Ordinary Madness 刊行。1983年に二冊にわけて出版、『町でいちばんの美女』及び『ありきたりの狂気の物語』となる。
1973年、T・ハックフォードによるドキュメンタリー番組『ブコウスキー』が公共放送にて放映される。短篇集『ブコウスキーの「尾が北向けば…」』刊行。
1974年、全米芸術基金から助成金を受ける。
1975年、長篇『勝手に生きろ！』刊行。二十代の放浪生活を描く。
1978年、長篇『詩人と女たち』、旅行記『ブコウスキーの酔いどれ紀行』、詩集『指がちょっと血を流し始めるまでパーカッション楽器のように酔っ払ったピアノを弾け』刊行。
1983年、映画『ありきたりの狂気の物語 町でいちばんの美女』公開。
1984年、脚本を担当した映画 The Killers に作家役で出演。
1985年、1976年の朗読会で出会ったリンダ・リー・ベイルと8月に結婚。
1987年、脚本を担当した映画『バーフライ』公開。詩集 Love is a Dog from Hell  を原作とした映画『クレイジーラブ 魅せられたる三夜』公開。
1991年、短篇『充電のあいまに』及び『人魚との交尾』を原作とした映画『つめたく冷えた月』公開。
1994年3月9日、カリフォルニア州サンペドロで白血病により死去。遺作となる「パルプ」を完成したすぐ後のことであった。彼の墓には「DON'T TRY（「やめておけ」）(「突っ張るな！」)」と刻まれている。

## エピソード
- 遺作である『パルプ』を除き、長篇小説は自伝的内容を多く含み、主人公はヘンリー・チナスキーという作者の分身的存在である。チナスキーは1965年の短篇『魂の箍が外れ過ぎて獣と暮らしてもなんとも思わなくなった男の告白』以来、詩を含む多くの作品に登場。しかしその一方作者が実名で登場する作品も多い。
- 敬愛する作家にルイ＝フェルディナン・セリーヌ、ジョン・ファンテ、イワン・ツルゲーネフ、アーネスト・ヘミングウェイ、詩人にアントナン・アルトー、ウォルト・ホイットマンなどがいる。セリーヌについては遺作の『パルプ』の他様々な文章で語っている、ジョン・ファンテ、ツルゲーネフのことは短編「師と出会う」に。ヘミングウェイに関しては、長編『詩人と女たち』で、「彼は良い文章を書くが、全てが彼において戦争である」との言及があり、著者の考えともとれる。また短篇「上流階級の女」では主人公がヘミングウェイとボクシングをする場面がある。

## 主な作品

### 短編集
- Confessions of a Man Insane Enough to Live with Beasts 1965
- Notes of a Dirty Old Man 1969
  - 『ブコウスキー・ノート』（山西治男訳　文遊社、1995）
- South of no North 1973
  - 『ブコウスキーの「尾が北向けば・・・」―埋もれた人生の物語』（山西治男訳　新宿書房、1998）
- Hot Water Music 1983
  - 『ホット・ウォーター・ミュージック』（山西治男訳、新宿書房、1993）　
    - のち改題『ブコウスキーの3ダース ホット・ウォーター・ミュージック』
- Bring Me Your Love 1983
- Tales of Ordinary Madness 1983
  - 『ありきたりの狂気の物語』（青野聰訳　新潮社、1995　のち文庫、ちくま文庫）
- The Most Beautiful Woman in Town & Other Stories 1983
  - 『町でいちばんの美女』（青野聰訳　新潮社、1994　のち文庫）
- Portions from a Wine-Stained Notebook 2008 デイヴィッド・ステファン・カロン編
  - 『ワインの染みがついたノートからの断片』（中川五郎訳　青土社、2016）
- Absence of the Hero 2010 デイヴィッド・ステファン・カロン編
  - 『英雄なんかどこにもいない』（中川五郎訳　青土社、2020）
- More Notes of a Dirty Old Man 2011
- The Bell Tolls For No One 2015
- On Drinking 2019

### 長編
- Post Office 1971
  - 『ポスト・オフィス』（坂口緑訳　学習研究社、1996、幻冬舎アウトロー文庫、1999）
  - 『郵便局』（都甲幸治訳　光文社古典新訳文庫、2022）
- Factotum 1975
  - 『勝手に生きろ！』（都甲幸治訳　学習研究社、1995　のち文庫、のち河出文庫）
- Women 1978
  - 『詩人と女たち』（中川五郎訳　河出書房新社、1992　のち河出文庫）
- Ham on Rye 1982
  - 『くそったれ! 少年時代』（中川五郎訳　河出書房新社、1995　のち河出文庫）
- Hollywood 1989
  - 『パンク、ハリウッドを行く』（鵜戸口哲尚・井澤秀夫訳、ビレッジプレス、1999年）
- Pulp 1994
  - 『パルプ』（柴田元幸訳　学習研究社、1995　のち新潮文庫、ちくま文庫）

### 詩集
- Flower, Fist, and Bestial Wail 1960
- It Catches My Heart in Its Hands 1963
- Crucifix in a Deathhand 1965
- At Terror Street and Agony Way 1968
- Poems Written Before Jumping Out of an 8-story Window 1968
- A Bukowski Sampler 1969
- The Days Run Away Like Wild Horses Over the Hills 1969
- Fire Station 1970
- Mockingbird Wish Me Luck 1972
  - 『モノマネ鳥よ、おれの幸運を願え』（中上哲夫訳、新宿書房、1996）
- Burning in Water, Drowning in Flame: Selected Poems 1955–1973 1974
- Maybe Tomorrow 1977
- Love Is a Dog from Hell 1977
- Play the Piano Drunk Like a Percussion Instrument Until the Fingers Begin to Bleed a Bit 1979
  - 『指がちょっと血を流し始めるまでパーカッション楽器のように酔っぱらったピアノを弾け』（中上哲夫訳、新宿書房、1995）
- Dangling in the Tournefortia 1981
- War All the Time: Poems 1981–1984 1984
- You Get So Alone at Times That It Just Makes Sense 1986
- The Roominghouse Madrigals 1988
- Septuagenarian Stew: Stories & Poems 1990
  - 『オールドパンク、哄笑する チャールズ・ブコウスキー短編集』（鵜戸口哲尚訳、ビレッジプレス、2001）
- People Poems 1991
- The Last Night of the Earth Poems 1992
- Betting on the Muse: Poems and Stories 1996
- What Matters Most Is How Well You Walk Through the Fire. 1999
- Open All Night 2000
- The Night Torn Mad with Footsteps 2001
- Slouching Toward Nirvana 2005
- The Pleasures of the Damned: Selected Poems 1951–1993 2007
- The Continual Condition 2009
- On Cats 2015
- On Love 2016
- Storm for the Living and the Dead 2017

### エッセイ・伝記
- Shakespeare Never Did This 1979
  - 『ブコウスキーの酔いどれ紀行』（中川五郎訳　河出書房新社、1995、のち河出文庫）、マイケル・モンフォート写真
- The Captain Is Out to Lunch and the Sailors Have Taken Over the Ship 1998
  - 『死をポケットに入れて』（中川五郎訳、河出書房新社、1999、のち河出文庫）
- On Writing 2015 アベル・デブリット編
  - 『書こうとするな、ただ書け』(中川五郎訳、青土社、2022)
- The Mathematics of the Breath and the Way: On Writers and Writing 2018 デイヴィッド・ステファン・カロン編

### 写真集
- 『ブコウスキー・イン・ピクチャーズ』 Bukowski in Pictures 2000年

### 映像作品
- 『町でいちばんの美女／ありきたりな狂気の物語』TALES OF ORDINARY MADNESS (1981) 原作
- 『魅せられたる三夜』CRAZY LOVE  (1987) 原作
- 『バーフライ』 Barfly 1989年 (脚本)
- 『つめたく冷えた月』 Lune Froide 1991年 (原作)
- 『ブコウスキー：オールドパンク』 Bukowski: Born into This 2002年 (ドキュメンタリー)
- 『酔いどれ詩人になるまえに』 Factotum 2006年 (原作、『勝手に生きろ！』より)

## 伝記
- ニーリ・チェルコフスキー『ブコウスキー 酔いどれ伝説』山本安見・城山隆 共訳　国書刊行会、1998年
- ハワード・スーンズ 『ブコウスキー伝―飲んで書いて愛して』中川五郎訳　河出書房新社、2000年